# Trichocyclus grayi
Trichocyclus grayi là một loài nhện trong họ Pholcidae. Loài này được phát hiện ở Lãnh thổ Bắc Úc.